# Martina Dubovská
Martina Dubovská (* 27. února 1992 Třinec) je česká alpská lyžařka. Ve Světovém poháru startuje od roku 2011, jejím nejlepším výsledkem je 6. místo ve slalomu z finského Levi z listopadu 2021. Na mistrovstvích světa dosáhla v individuálních závodech nejvýše na 16. příčku ve slalomu na MS 2025.
Zúčastnila se také ZOH 2014 v Soči, kde se ve slalomu umístila na 22. místě. Na ZOH 2018 v Pchjongčchangu skončila ve slalomu na 29. místě a s českým týmem vypadla v prvním kole závodu družstev (celkově sdílené 9. místo). Závody v obřím slalomu na ZOH 2014 i 2018 nedokončila. Na ZOH 2022 v Pekingu startovala pouze ve slalomu, v němž dojela na 13. příčce.

## Konečné pořadí v sezónách SP
| Sezóna  | Celkově | Slalom | Obří slalom | Super G | Sjezd | Kombinace | Paralelní slalom | Věk    |
| ------- | ------- | ------ | ----------- | ------- | ----- | --------- | ---------------- | ------ |
| 2010/11 | —       | —      | —           | —       | —     | —         | —                | 18 let |
| 2011/12 | —       | —      | —           | —       | —     | —         | —                | 19 let |
| 2012/13 | —       | —      | —           | —       | —     | —         | —                | 20 let |
| 2013/14 | 117.    | 52.    | —           | —       | —     | —         | —                | 21 let |
| 2014/15 | 104.    | 46.    | —           | —       | —     | —         | —                | 22 let |
| 2015/16 | 108.    | 50.    | —           | —       | —     | —         | —                | 23 let |
| 2016/17 | 97.     | 39.    | —           | —       | —     | —         | —                | 24 let |
| 2017/18 | 119.    | 54.    | —           | —       | —     | —         | —                | 25 let |
| 2018/19 | 120.    | 52.    | —           | —       | —     | —         | —                | 26 let |
| 2019/20 | 84.     | 32.    | —           | —       | —     | —         | 39.              | 27 let |
| 2020/21 | 36.     | 10.    | —           | —       | —     | —         | —                | 28 let |
| 2021/22 | 57.     | 17.    | —           | —       | —     | —         | —                | 29 let |
| 2022/23 | 47.     | 15.    | —           | —       | —     | —         | —                | 30 let |
| 2023/24 | 62.     | 23.    | —           | —       | —     | —         | —                | 31 let |